# Thomas Rudnick
Thomas Rudnick (* 26. November 1965 in Nordhausen) ist ein deutscher Schauspieler.

## Leben
Rudnick besuchte nach dem Abitur von 1986 bis 1990 die Theaterhochschule Hans Otto in Leipzig und spielte in mehr als 50 Theater-, Fernseh- und Kinoproduktionen mit.
Er lebt heute in Berlin und Dranse bei Wittstock.

## Theaterrollen
- 2002–2007: Kriminaltheater Berlin:  Zwei Fremde im Zug, Die Mausefalle
- 2007: Societaetstheater Dresden: Das steinerne Brautbett - Regie: Hannes Hametner
- 2008: Tribüne Berlin: Tiergartenstraße 4  – Regie: Hannes Hametner

## Filmografie
- 1988: Der Bruch – Regie: Frank Beyer
- 1989: König Phantasios – Regie: Karola Hattop
- 1990: Der Erdnussmann – Regie: Dietmar Klein
- 2001: Neufundland – Regie: Georg Maas
- 2007: Winter – Regie: Theresa von Eltz
- 2016: Trauerweiden – Regie: Natalia Sinelnikova

### Fernsehen
- 1992: Tatort: Ein Fall für Ehrlicher (Fernsehreihe)
- 1992: Tatort: Tod aus der Vergangenheit
- 1994: Tatort: Laura mein Engel
- 1995: Tatort: Bomben für Ehrlicher
- 1995: Tatort: Falsches Alibi
- 1996: Tatort: Die Reise in den Tod
- 1996: Tatort: Wer nicht schweigt, muß sterben
- 1998: Tatort: Tanz auf dem Hochseil
- 1999: Tatort: Todesangst
- 2001: Tatort: Verhängnisvolle Begierde
- 2006: Im Tal der wilden Rosen: Verzicht aus Liebe (Fernsehreihe)
- 2007: Sehnsucht nach Rimini
- 2007: Tatort: Die Falle
- 2007: Tatort: Investigativ
- 2009: Rumpelstilzchen, Askania Media, ARD – Regie: Ulrich König
- 2009: SOKO Wismar – Cinecentrum, ZDF – Regie: Peter Altmann
- 2009: Drei gegen Einen, FFP, ARD – Regie: Dietmar Klein
- 2009: Westflug, Monaco Film, RTL – Regie: Thomas Jauch
- 2011: Die Rosenheim-Cops - Die letzte Fahrstunde
- 2011: Vater Mutter Mörder, ZDF – Regie: Niki Stein
- 2011: Glück auf Brasilianisch, ARD – Regie: Dietmar Klein
- 2014: Notruf Hafenkante – Das Alibi
- 2016: Herzensbrecher – Vater von vier Söhnen (3 Folgen)
- 2018: Familie Dr. Kleist – Spitz auf Knopf
- 2018: Notruf Hafenkante – Maskerade
- 2019: Heldt – Hurra, vier leben noch
- 2019: SOKO Leipzig – Der Rattenfänger
- 2019: SOKO München – Recht und Gerechtigkeit
- 2019: Hubert ohne Staller – Wolfratshauser Königsblau
- 2020: Babylon Berlin
- 2021: Notruf Hafenkante – Escape Room
- 2021: Der Palast
- 2022: SOKO Stuttgart – Geheime Verbindungen

## Hörspiel und Hörbuch
- 1992: Jacob Grimm/Wilhelm Grimm: Der Fischer und seine Frau (Fischer) – Regie: Barbara Plensat (Kinderhörspiel – DS Kultur)
- 2009: Kleine Geschäfte oder Umkehrung der Verhältnisse: – Komposition, Regie und Produktion: Serotonin
- 2010: Ich bin genug – Komposition, Regie und Produktion: Serotonin